# Hypericophyllum
Hypericophyllum là một chi thực vật có hoa trong họ Cúc (Asteraceae).

## Loài
Chi Hypericophyllum gồm các loài: